# 徳州 (山東省)
徳州（とくしゅう）は、中国にかつて存在した州。隋代から民国初年にかけて、現在の山東省徳州市一帯に設置された。

## 隋代
589年（開皇9年）、隋により徳州が立てられた。州治は安徳県に置かれた。605年（大業元年）、観州が廃止されると、その管轄県が徳州に移管された。607年（大業3年）に州が廃止されて郡が置かれると、徳州は平原郡と改称され、下部に9県を管轄した。隋代の行政区分に関しては下表を参照。
| 州 | 冀州          | 冀州   | 滄州   | 郡 | 平原郡                                                       |
| 郡 | 平原郡        | 渤海郡 | 楽陵郡 | 県 | 安徳県 平原県 東光県 平昌県 長河県 将陵県 般県 弓高県 胡蘇県 |
| 県 | 安徳県 平原県 | 東光県 | 平昌県 | 県 | 安徳県 平原県 東光県 平昌県 長河県 将陵県 般県 弓高県 胡蘇県 |

## 唐代
621年（武徳4年）、唐が竇建徳を滅ぼすと、平原郡は徳州と改められた。742年（天宝元年）、徳州は平原郡と改称された。758年（乾元元年）、平原郡は徳州の称にもどされた。徳州は河北道に属し、安徳・平原・平昌・長河・将陵の5県を管轄した。

## 宋代
宋のとき、徳州は河北東路に属し、安徳・平原の2県を管轄した。
金のとき、徳州は山東西路に属し、安徳・平原・徳平の3県と磁博・嚮化・盤河・徳安・水務・懐仁・孔家の7鎮を管轄した。

## 元代
元初には徳州は東平路に属したが、後に中書省に直轄された。徳州は安徳・平原・徳平・斉河・清平の5県を管轄した。

## 明代以降
明のとき、徳州は済南府に属し、徳平・平原の2県を管轄した。
清のとき、徳州は済南府に属し、属県を持たない散州となった。
1912年、中華民国により徳州は廃止され、徳県と改められた。